# Première femme de Chambre

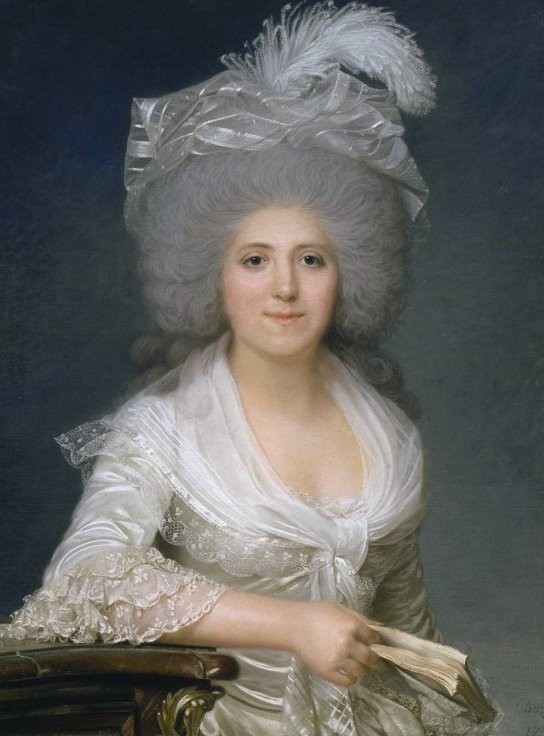
Jeanne-Louise-Henriette Campan, Première femme de Chambre hos Marie Antoinette.

Première femme de Chambre ('Första Kammarjungfru', motsv. svenska kammarfru) var en fransk hovtjänst. Hon räknades inte som en hovdam utan som en tjänare och var den främsta kvinnliga av dessa. 
Première femme de Chambre hade till uppgift att övervaka gruppen av femme de chambre (kammarpigorna), som skötte drottningens kläder, kosmetika och annat som behövdes till hennes påklädning, och som sedan klädde på och av henne under överinseende av dame d'atour. 
Hon var den enda kvinnliga hovämbetshavaren förutom Dame d'honneur som hade nycklar till drottningens rum och förråd och ständig tillgång till hennes person, något som i praktiken gjorde henne till en viktig person vid hovet, med makt att neka eller hjälpa personer som villa få ett möte med drottningen. Det är omvittnat att hon på grund av detta både smickrades och mutades av personer vid och utanför hovet. 
Tjänsten delades mellan en ordinarie och flera vice. Marie Antoinettes Première femme de Chambre var Julie Louise Bibault de Misery och hennes tre vice Henriette Campan, Marie-Élisabeth Thibault och Quelpée La Borde Regnier de Jarjayes; de hade ansvaret för sex Femme de chambre, bland dem Adélaïde Auguié. 